# Metro Mondego
Metro Mondego bezeichnete ein Projekt zum Bau eines Stadtbahnsystems in Coimbra, der drittgrößten Metropolregion Portugals. Das Projekt leitet die eigens dafür gegründete Gesellschaft Metro Mondego, SA. Hauptaktionär der Gesellschaft ist der portugiesische Staat.
Erste Planungen für dieses Projekt gab es seit dem Jahr 1992. Seit 2006, nach einer Neuorientierung des Projekts, war geplant, eine Regionalstadtbahn-Strecke zwischen den Städten Coimbra, Ceira, Miranda do Corvo, Lousã und Serpins zu bauen. Mit dem neuen Verkehrssystem sollte besonders die regionale Perspektive vergrößert und via bestehenden CP-Eisenbahnstrecken umliegenden Städten und Siedlungen ein Schienenanschluss in Aussicht gestellt werden. 2006 war geplant, dass die ersten Züge 2011 fahren. Bei einer Verwirklichung wäre die Metro Mondego die erste Schnellbahn im Raum Coimbra und die vierte in Portugal gewesen; die Coimbraer Straßenbahn ließ der Stadtrat 1980 stilllegen.
Das Projekt trägt seit dem ersten Entwurf den Namen Metro Mondego, selten auch Sistema de Mobilidade de Mondego und Comboio ligeiro de superfície. Der erste Teil des Namens, Metro, erweckt Assoziationen mit Voll-U-Bahn-Netzen in anderen Metropolen, bezieht sich hier aber eher auf den im portugiesischen Sprachraum vorhandenen Begriff Metropolitano, etwa zu Deutsch „Schnellbahn“. Der zweite Teil des Namens, Mondego, bringt die regionale Komponente in den Projektnamen. Der Mondego ist ein in der Serra da Estrela entspringender Fluss. Er fließt durch die drei portugiesischen Landkreise Coimbra, Miranda do Corvo und Lousã, die das zukünftige Grundnetz der Metro Mondego verbinden wird.

## Planungen und Bauvorhaben für Regionalstadtbahn

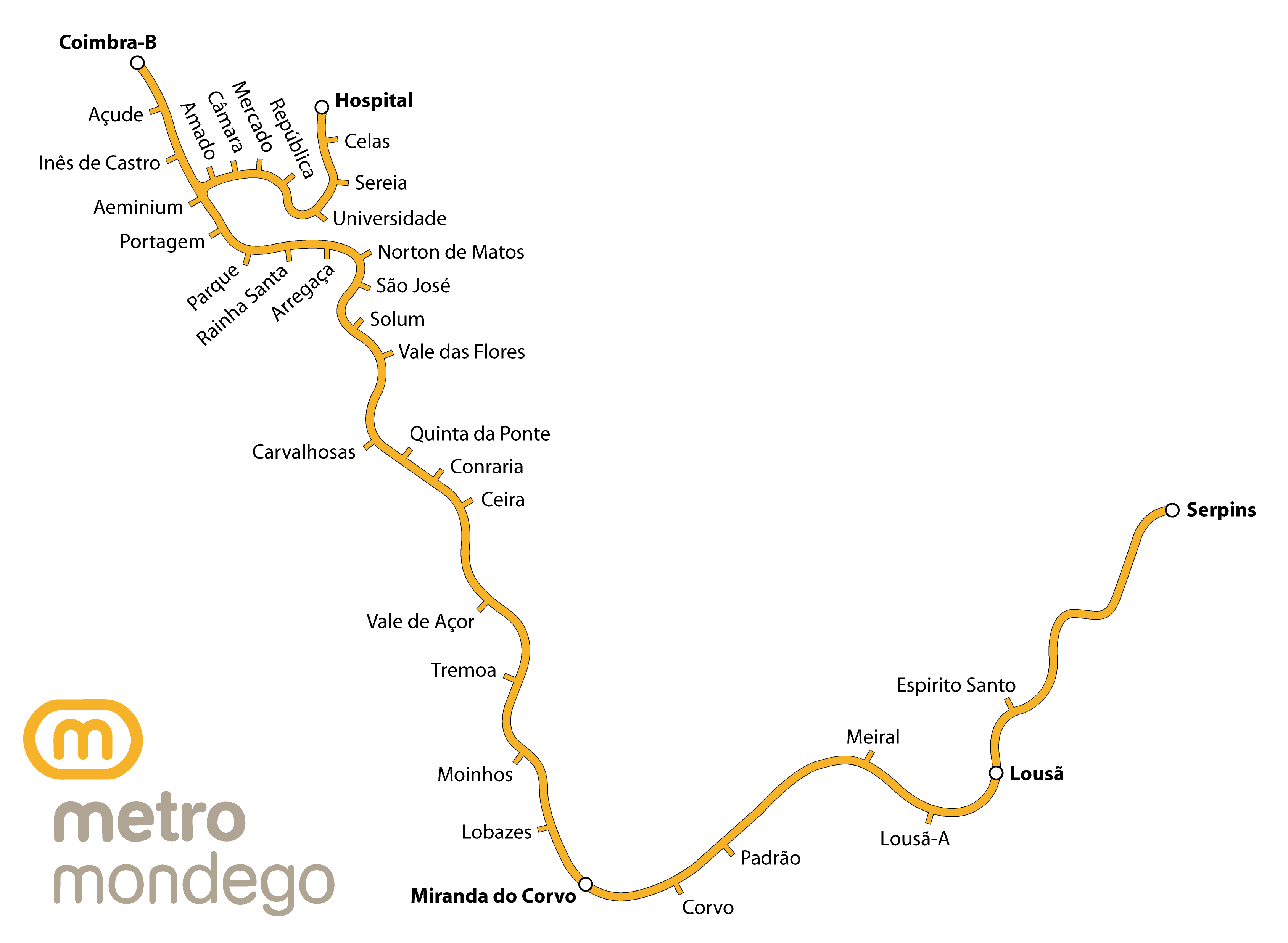
Streckennetz der Metro Mondego im Zustand der für das Jahr 2011 vorgesehenen Betriebseröffnung

Zum Zeitpunkt März 2006 war geplant, eine Stadtbahnstrecke von der Innenstadt Coimbras über die umzubauende Eisenbahnstrecke Ramal da Lousã nach Serpins zu bauen. Sowohl technisch als auch zeitlich war die Ausführung in zwei Phasen geteilt: zunächst sollte zwischen Anfang 2007 und Ende 2008 die Ramal da Lousã umgebaut werden. Die zweite Phase ab 2008/2009 hätte den Bau der Stadtbahnstrecke in der Innenstadt Coimbras umfasst.
Die 1906 eröffnete Ramal da Lousã verbindet die Kreise Lousã und Miranda do Corvo mit der Distrikthauptstadt Coimbra, endet jedoch gegenwärtig kurz vor dem Stadtzentrum. Nur eine schmale, straßenbündige Schienenverbindung, die direkt an der Coimbraer Innenstadt vorbeiführt, verbindet die Ramal da Lousã mit dem restlichen portugiesischen Eisenbahnnetz. Die Modernisierung der Ramal da Lousã umfasst unter anderem eine Änderung der aktuellen portugiesischen Breitspur von 1668 Millimetern zur europäischen Normalspur von 1435 Millimetern, die Auflassung einiger Bahnübergänge, sowie die Erneuerung des Signalsystems. Die Bahnhöfe von Ceira, Lousã und Miranda do Corvo sollen zu als „interfaces“ bezeichneten Verkehrsknotenpunkten zwischen Bus- und Eisenbahnverkehr umgebaut werden. Die Kosten, der durch die öffentlichen Unternehmen Portugals CP, REFER und EMEF geleiteten beziehungsweise ausgeführten Aufträge, sollten sich auf 52 Millionen Euro belaufen; die ersten Arbeiten hatten bereits begonnen.

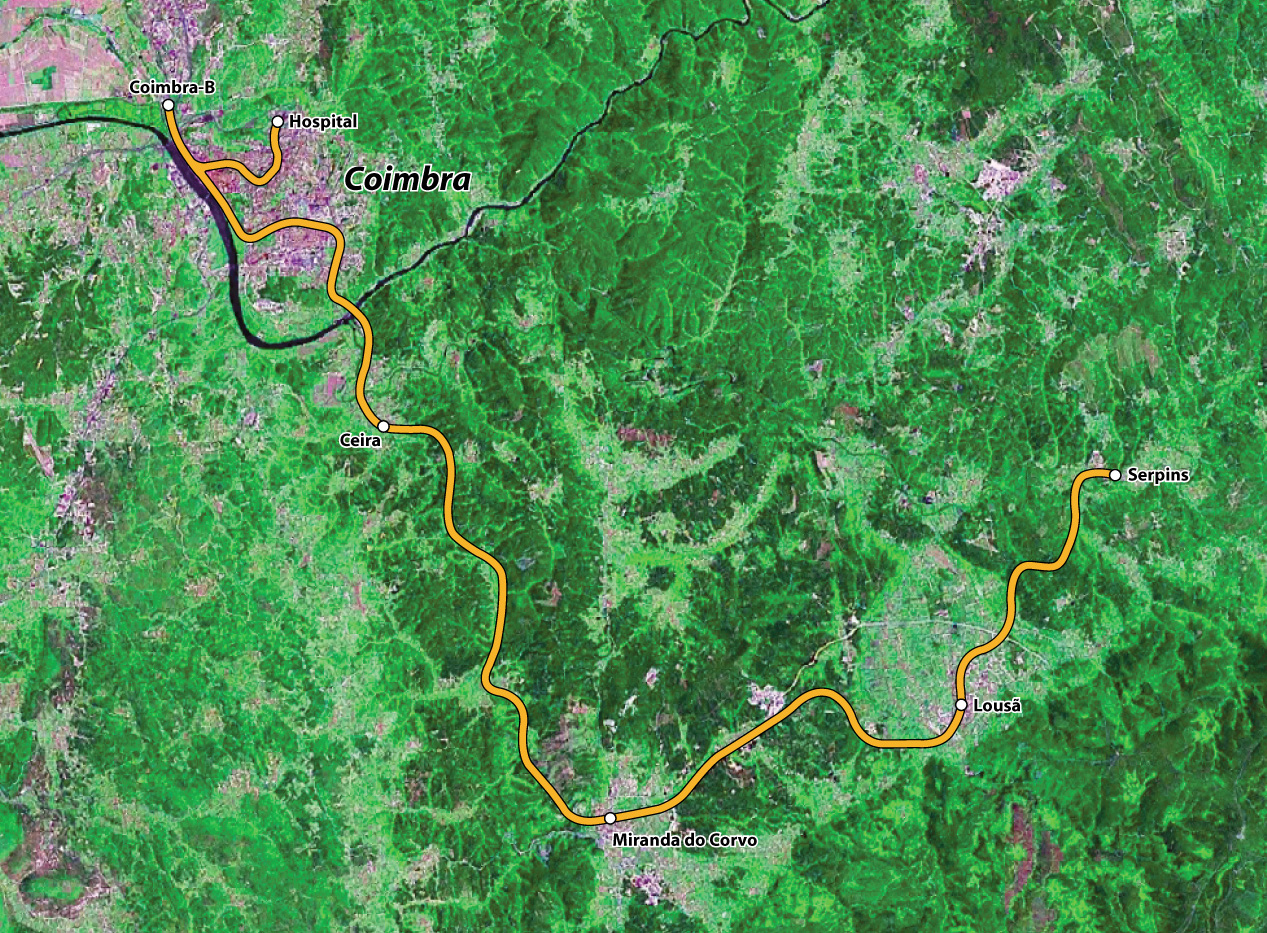
Streckenführung der Metro Mondego

Ab 2011 sollten in der zweiten Phase zwei Linien der Metro Mondego verkehren, eine zwischen dem Fernbahnhof Coimbra-B über Coimbra-Parque nach Serpins, eine zweite zwischen dem Universitätshospital (HUC) und dem als Verzweigungs- beziehungsweise Kreuzungspunkt der beiden Linien fungierenden Largo do Arnado. Der innerstädtische Streckenanteil soll sich auf zehn Kilometer belaufen. Die Bauarbeiten sollten größtenteils nach Abschluss der ersten Bauphase zum Jahreswechsel 2008/2009 beginnen, ein Teil der innerstädtischen Umgestaltung begann bereits 2005. Zur zweiten Bauphase gehörte außerdem die Elektrifizierung der Ramal da Lousã, die bis dahin weiterhin mit Diesel betrieben sollte. Die Kosten für diese zweite Phase, die Ende 2010 beziehungsweise Anfang 2011 abgeschlossen werden sollte, beliefen sich auf 246 Millionen Euro. Die portugiesische Regierung wollte die offizielle Ausschreibung für die zweite Phase noch im Jahr 2007 bekanntgeben.

## Geschichte

### Idee eines Innenstadt-Tunnels

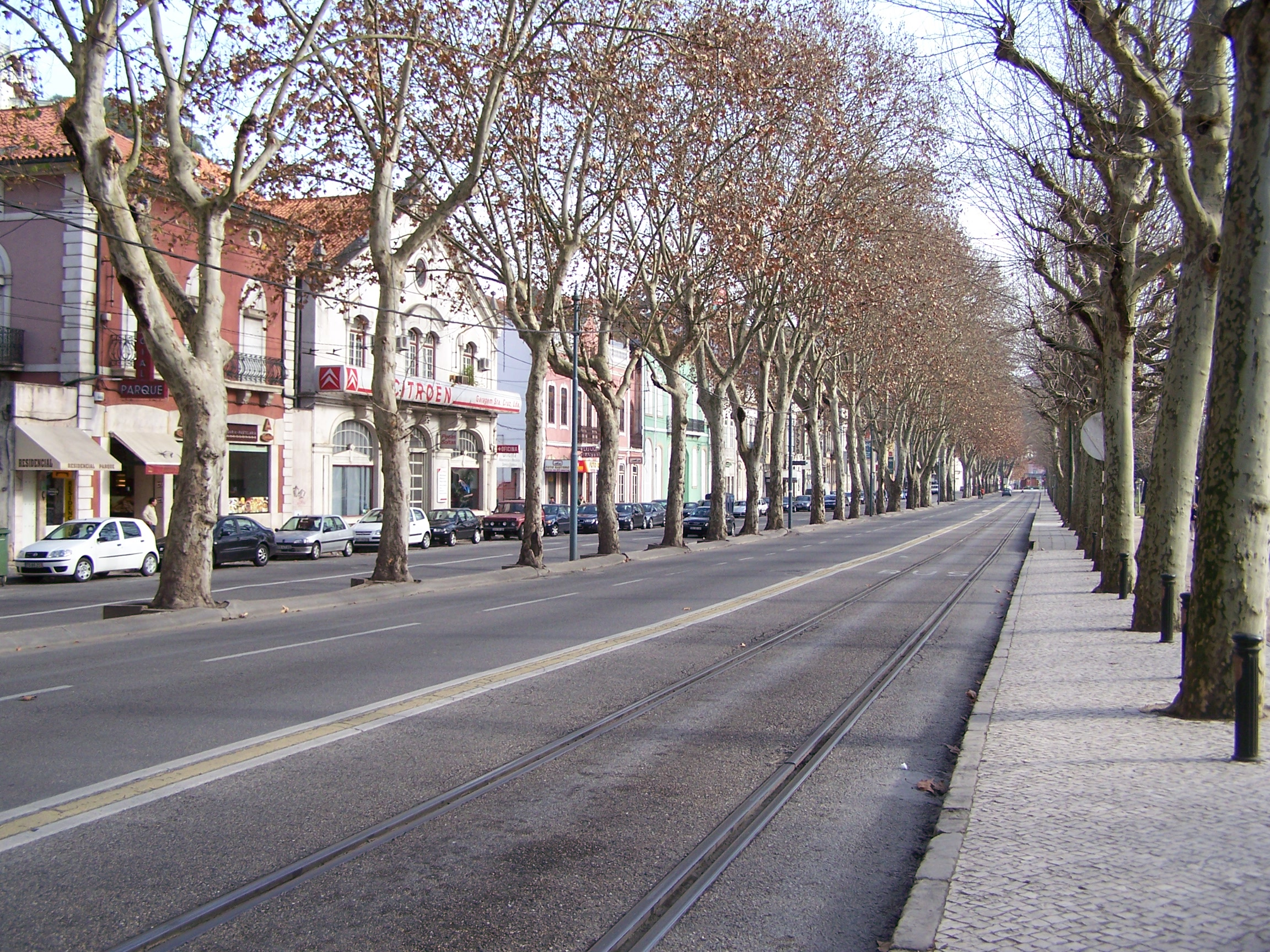
Straßenbündige Gleisverbindung zwischen den beiden Bahnhöfen Coimbra-Parque und Coimbra-A

Der ursprüngliche Grund für den Bau einer Stadtbahnlinie zwischen Coimbra und Serpins war nicht vorrangig der Bedarf für ein schienengebundenes innerstädtischen Verkehrsmittel in Coimbra, sondern der isolierte Verlauf der Ramal da Lousã. Diese 1906 in Betrieb genommene Vorortbahn ist bis heute nur über ein im Straßenraum verlaufendes und nicht elektrifiziertes Gleis mit dem restlichen Schienennetz Portugals am etwa 800 Meter entfernten Bahnhof Coimbra-A verbunden, das die Coimbraer Innenstadt lediglich tangiert. Immer wieder auf dieses Problem aufmerksam gemacht, vereinbarten die staatliche Eisenbahngesellschaft CP, damals auch noch Inhaber des staatlichen Schienennetzes, und die Stadt Coimbra im Jahr 1989 den Bau eines Tunnels zwischen den beiden Bahnhöfen Coimbra-A und Coimbra-Parque, dem betrieblichen Endpunkt der Ramal da Lousã.
Drei Jahre später schlug der Stadtrat Coimbras den Bau einer Straßenbahn vor, da die vorherige Vereinbarung nicht umgesetzt worden war. Diese könnte das Problem des stetig wachsenden innerstädtischen Verkehrs in Coimbra lösen, der seit der Stilllegung der Straßenbahn 1980 nur noch mit Oberleitungsbussen und Dieselbussen bewältigt wird. Ebenso ließe sich damit auch die Isolation der Ramal da Lousã beheben. Die betreffenden concelhos (etwa vergleichbar mit den deutschen Landkreisen) Coimbra, Lousã und Miranda do Corvo vereinbarten mit der CP den Bau dieser Bahn und betrauten die Eisenbahngesellschaft mit der weiteren Leitung des Projektes.
In den darauffolgenden Monaten änderte sich wenig. Die CP soll den Bau verzögert haben, diese wiederum verwies auf die Zuständigkeit der portugiesischen Regierung und der drei Kreise. Im April 1993 beschloss der damalige portugiesische Umwelt- und Liegenschaftsverwaltungsminister, Luís Valente de Oliveira, die Modernisierung der Ramal da Lousã für die spätere Straßenbahnstrecke. Die Kosten für die Modernisierung wurden damals auf 10,9 Milliarden Escudos, etwa 54,4 Millionen Euro, veranschlagt. Als Auftraggeber für die Modernisierung der Strecke und den Bau der Straßenbahn sah der Minister eine öffentliche Gesellschaft vor, deren Anteilshaber die Kreise und mehrere staatliche Unternehmen sein sollten. Das Parlament verabschiedete das Gesetz für die Schaffung dieser Gesellschaft im März 1994. Die CP, die als Betreiber und Eigentümer der Ramal da Lousã eine wichtige Rolle spielte, wurde beschuldigt, das Projekt zu verzögern, da die staatliche Eisenbahngesellschaft nicht angab, wie sie das Kapital für die zukünftige Gesellschaft aufbringen wollte.

### Gründung der Metro Mondego, SA

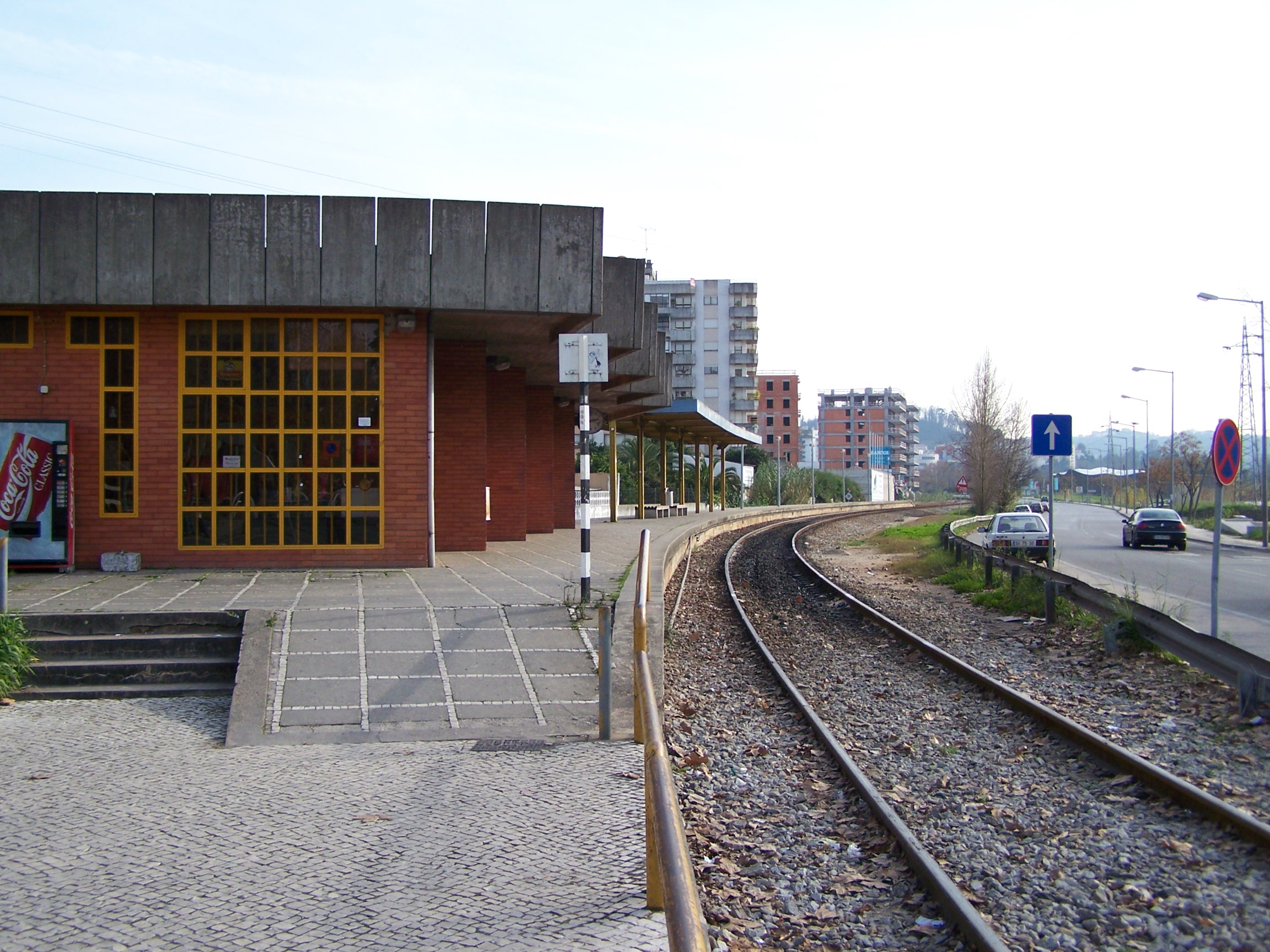
Betrieblicher Endpunkt der Ramal da Lousã: Bahnhof Coimbra-Parque

Im Mai 1996 konstituierte sich dann die Metro Mondego, SA. Größte Anteilhaber an der Gesellschaft waren die drei betroffenen concelhos Lousã, Miranda do Corvo und Coimbra mit 66 Millionen Escudos (etwa 330.000 Euro; 66 Prozent). Weitere Teilhaber waren die CP mit 29 Millionen Escudos (etwa 145.000 Euro; 29 Prozent) und die Betreibergesellschaft der Lissaboner Metro mit 5 Millionen Escudos (etwa 25.000 Euro; 5 Prozent). Die damaligen Planungen sahen vor, die ersten Züge der Straßenbahn, die immer als Metro bezeichnet wurde, 1998 fahren zu lassen.
In den darauffolgenden Jahren kündigten die Betreiber wiederholt den Start der Straßenbahn nach Serpins an. Anfang 1997 war die Betriebseröffnung für 1999 geplant, 1998 ging die Regierung vom Jahr 2000 aus, 1999 sollten die Züge nicht vor 2003 verkehren. Im Februar 2000 verkündete der damalige Vorstandsvorsitzende der Metro Mondego-Gesellschaft, dass die ersten Züge 2004 fahren sollten.
In dieser Zeit des Wartens auf die Straßenbahn erfuhr die Idee des Baus einer Straßenbahn zwischen Coimbra über Miranda do Corvo und Lousã nach Serpins sowohl von Befürwortern als auch von Gegnern der Metro Mondego immer neue Vorschläge und Kritik. Die linke Partei Bloco de Esquerda wiederholte zuletzt 2005 ihren immer wieder vorgebrachten Vorschlag, den Bau eines Tunnels zwischen Coimbra-Parque und Coimbra-A, wenn nicht sogar bis zum Fernbahnhof Coimbra-B, zu forcieren und das Konzept eines Straßenbahnbetriebes aufzugeben. Gestützt wurde dieser Vorschlag durch ein Thesenpapier Carlos Fonsecas, Professor für Mathematik an der Universität Coimbra, und Manuel Margarido Tãos, Geograf und Doktor für Verkehrswirtschaft an der Universität Leeds. Die Bürgerbewegung Utentes do Ramal da Lousã, zu Deutsch Kunden der Nebenstrecke von Lousã, aber auch die portugiesische Gewerkschaft der Eisenbahner, verlangten die Einstellung und den Verzicht jeglicher Umplanungen für die Ramal da Lousã. Sie forderten stattdessen eine Modernisierung inklusive Elektrifizierung, eine Renovierung der Bahnhöfe, die Anschaffung neuer Fahrzeuge sowie die Verlängerung über Góis nach Arganil.
Im September 2000 unterbrach der damalige Staatssekretär des Verkehrsministeriums, Rui Cunha, den Planungsprozess kurzzeitig und forderte sowohl eine Neubesetzung des Vorstandes der Metro Mondego als auch eine Neustrukturierung des Projekts.
In den darauffolgenden Monaten plante die Metro-Mondego-Gesellschaft eine Kapitalerhöhung, um die Pläne weiter ausarbeiten zu können und für die öffentliche Ausschreibung des Projektes. Die CP weigerte sich jedoch, eine Kapitalerhöhung mitzutragen, und bat auf Grund wirtschaftlicher Schwierigkeiten um den Ausstieg aus dem Projekt. Zudem war eine Umgestaltung der Anteilshaberstruktur notwendig. Der Grund war die Entscheidung der portugiesischen Regierung, die CP nur noch als Eisenbahngesellschaft und nicht mehr auch als Netzbetreiber fungieren zu lassen. Damit musste auch die für die Unterhaltung des Schienennetzes neu gegründete staatliche Gesellschaft REFER am Projekt beteiligt werden, um später die Ramal da Lousã auf die Metro-Mondego-Gesellschaft zu übertragen. Der Vorstand der REFER legte jedoch Einspruch ein und sah keinen Grund für den Eintritt in die Infrastrukturgesellschaft.
Erst im Mai 2001 ergab sich eine Lösung für das Problem, indem der portugiesische Staat in das Projekt einstieg und die Kapitalerhöhung mittrug. Auf diese Weise erfolgte eine Umgestaltung der Gesellschaft, sodass der portugiesische Staat von nun an mit 114,2 Millionen Escudos (etwa 571.000 Euro, 53 Prozent) der größte Anteilseigner der Metro Mondego wurde. Die drei concelhos Lousã, Coimbra und Miranda do Corvo blieben mit 90,5 Millionen Escudos (etwa 453.000 Euro, 42 Prozent) als Anteilshaber erhalten. Die staatliche Eisenbahngesellschaft CP verringerte ihren Anteil auf 5,3 Millionen Escudos (etwa 27.000 Euro, 2,5 Prozent), der staatliche Netzbetreiber REFER stieg mit 5,3 Millionen Escudos (etwa 27.000 Euro, 2,5 Prozent) ein.
Die erfolgte Teilnahme des Staates an der Projektgesellschaft wurde vor allem als stärkeres Engagement angesehen und als Versuch gewertet, die zeitliche Verzögerungen des Projekts aufzuholen. Der damalige Staatssekretär Rui Cunha kündigte an, die Ausschreibungen so bald wie möglich zu veröffentlichen, um weitere Verzögerungen zu vermeiden.
Dies geschah jedoch nicht, da bei den Kommunalwahlen in Coimbra im Jahr 2002 Carlos Encarnação zum neuen Bürgermeister gewählt wurde. Dieser forderte eine Überprüfung des gesamten Entwurfes inklusive Finanzierbarkeit und Realisierbarkeit, aber auch der alternativen Trassierungsmöglichkeiten in der Coimbraer Innenstadt. Daraufhin beauftragte der damalige Staatssekretär des Verkehrsministeriums beim Beratungsbüro KPMG die Überprüfung des Entwurfs der Straßenbahnstrecke nach Serpins einschließlich möglicher Optimierungen sowie die Aufstellung eines Finanzierungsplans. KPMG hatte zuvor unter anderem bereits U-Bahnverlängerungen in Athen sowie einige Stadtbahnprojekte in Großbritannien beraten und erarbeitet. Die Kosten für das gesamte Projekt kalkulierte die Regierung damals auf 135 Millionen Euro.

### Erste Ausschreibung bis Lousã
Im Januar 2004 trat Armando Perreira, der seit 2001 tätige Vorstandsvorsitzende der Metro Mondego, wegen der Verzögerungen zurück. Zu dieser Zeit vermutete die oppositionelle Partido Socialista, dass das ehemals unter einer PS-Regierung lancierte Projekt nun unter einer Regierung der portugiesischen Sozialdemokraten verzögert werden sollte. Seinen Nachfolger José Mariz wählten die Anteilseigner auf einer Sondersitzung im April 2004. Im Mai 2004 verkündete dieser, dass der öffentliche, europaweite Wettbewerb in den darauffolgenden Wochen starten sollte.

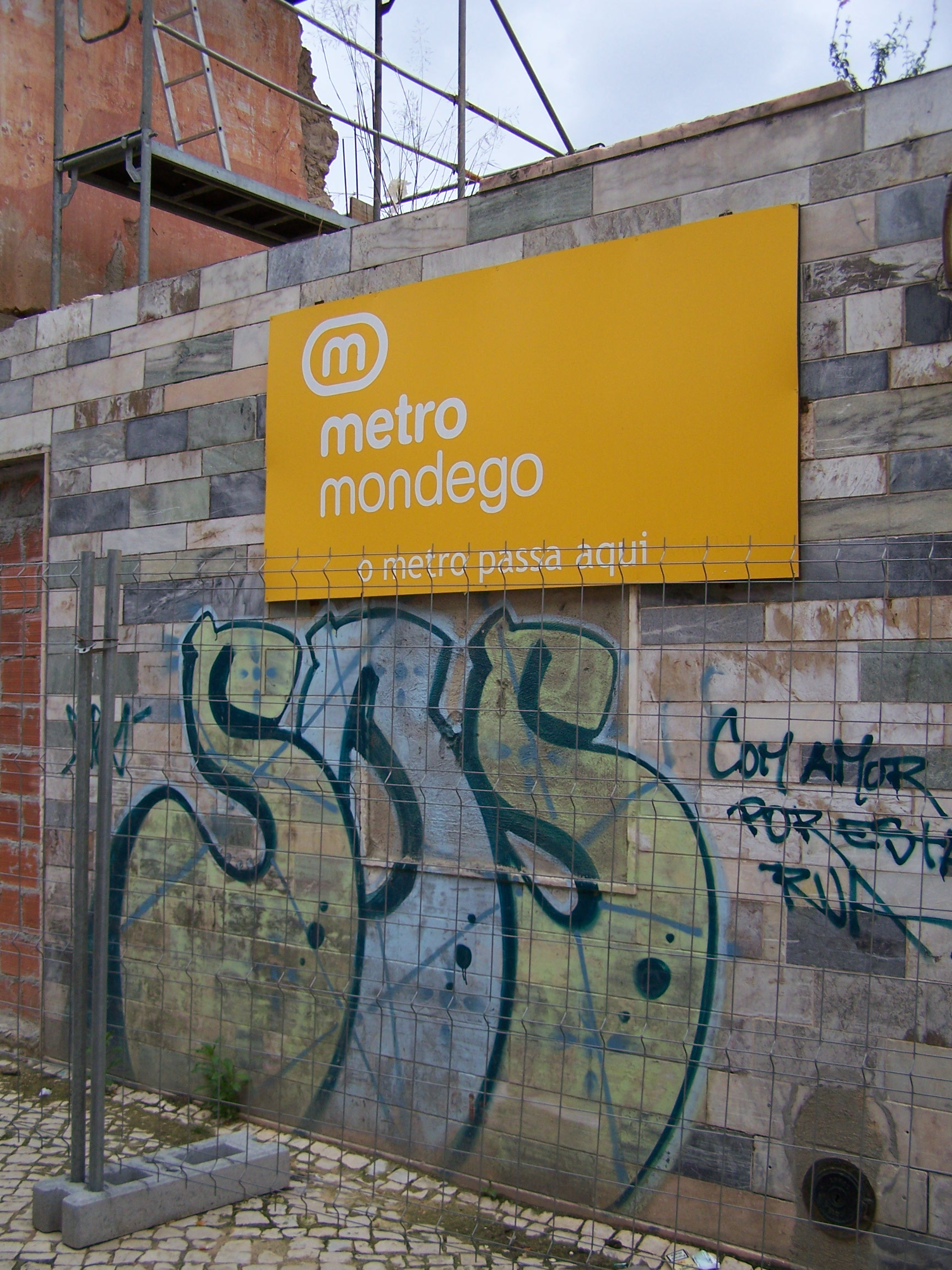
Werbung der Metro Mondego mit dem Spruch „O Metro passa por aqui“ (Die Metro fährt hier entlang) in der Nähe der Abrissarbeiten in der Coimbraer Innenstadt

Die Ausschreibung des Wettbewerbes durch die sozialdemokratische Regierung unter Pedro Santana Lopes erfolgte dann allerdings erst im Februar 2005. Ausgeschrieben wurde jedoch nicht, wie zuvor geplant, der Bau einer Straßenbahn zwischen Coimbra-B, dem Universitätskrankenhaus und Serpins. Die Ausschreibung wurde stattdessen am östlichen Ende bis zum Bahnhof Lousã gekürzt, der restliche Abschnitt der Linie Lousã–Serpins sollte stillgelegt und durch einen Busverkehr ersetzt werden. Zudem sollte zwischen dem Garten Jardim de Sereia und dem Krankenhaus ein etwa 40 Millionen Euro teurer Tunnel gebaut werden. Bekannt wurde die Verkürzung der Strecke erst in den letzten Wochen des Jahres 2004. Die Ausschreibung stellte auch die Strecke Ceira-Lousã in Frage, die nur bei Bedarf umgerüstet und befahren werden sollte. Daraufhin verweigerte der concelho Lousã die weitere Förderung des Projektes und drohte mit einem Ende des öffentlich ausgeschriebenen Wettbewerbes. Dem schloss sich der Kreis Miranda do Corvo an, beide concelhos verlangten einen Metrobetrieb bis Serpins. Die Verkürzung bis Lousã und die Einrichtung eines Busverkehrs ab dort rechtfertigte José Mariz, Vorstandsvorsitzender der Metro-Mondego-Gesellschaft, mit der geringen Wahlberechtigtenzahl Serpins und den größeren Vorteilen einer Busverbindung ab Lousã. Zudem sprächen die Fahrgastzahlen des Jahres 2001 auf der Strecke Lousã–Serpins für deren Stilllegung.
Dennoch erfolgte die angekündigte Ausschreibung unter der Regierung Santana Lopes am 18. Februar 2005. Zu der Zeit ging die Projektgesellschaft von einer Verwirklichung bis 2010 aus. Die ersten Arbeiten für den Bau der Metro erfolgten direkt nach der Ausschreibung am 11. März 2005, da diese die Stadt Coimbra ausführte und sie so keine Ausschreibung benötigten. Die Bauarbeiten begannen in der unteren Altstadt mit dem Abriss der ersten Häuser, die die Metro-Mondego-Gesellschaft gekauft hatte. Da die vorhandenen Straßen zwischen der vom Bahnhof Coimbra-B kommenden Metrotrasse und dem Krankenhaus keine Gleise aufnehmen können, wurde beschlossen, einen „Metrokorridor“ zwischen den Straßen Avenida Fernando Magalhães und Rua de Sofia zu bauen. Dafür waren beziehungsweise sind 31 Gebäude abzureißen oder umzubauen. Einen Großteil davon kaufte die Metro-Mondego-Gesellschaft, für die anderen Gebäude schloss sie Übereinkommen mit den Inhabern. Insgesamt investierte die Metro Mondego allein im Jahr 2005 3,815 Millionen Euro für den Abriss und den Umbau des Metrokorridors,.

### Von Straßenbahn zu Regionalstadtbahn

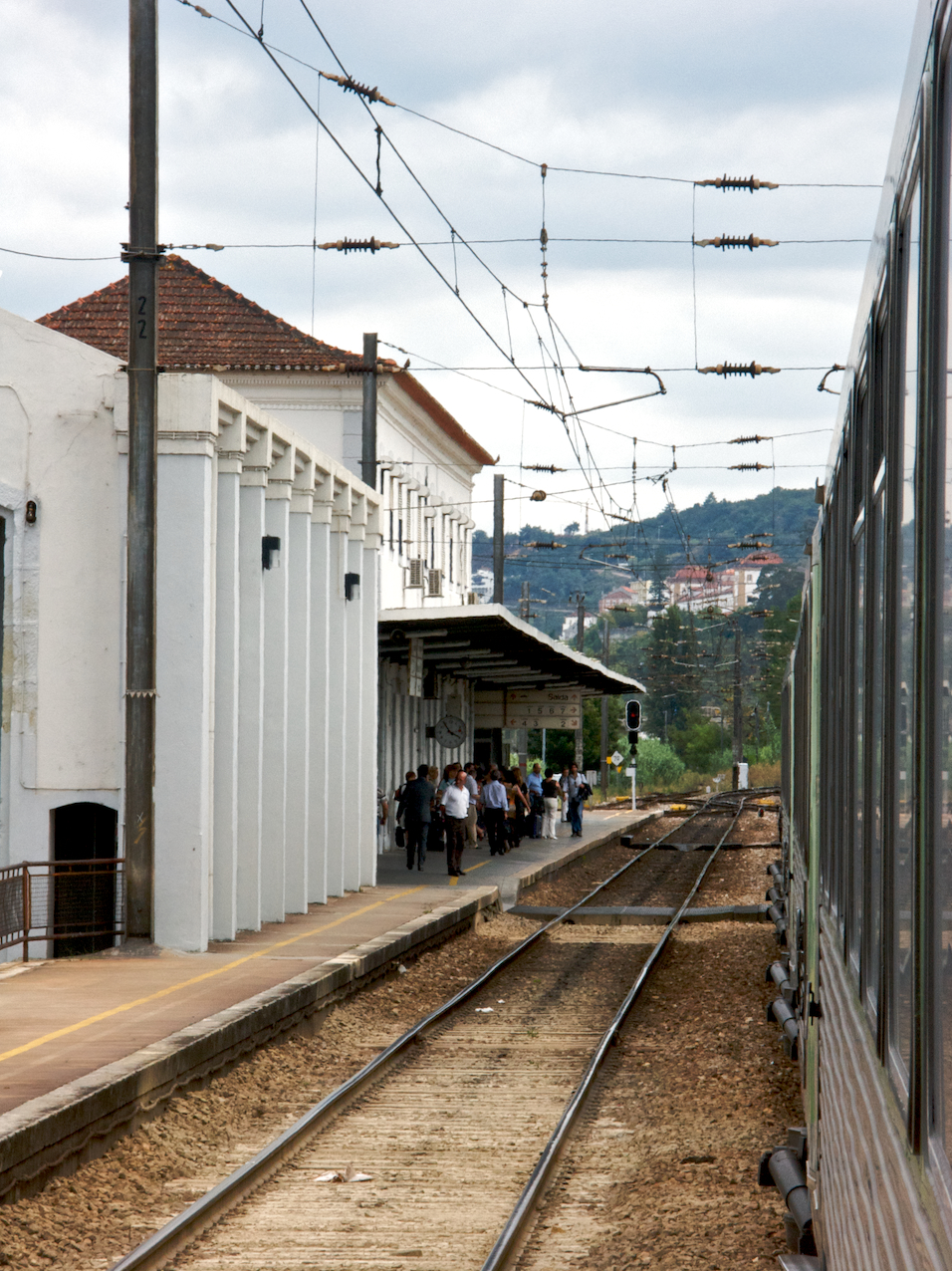
Das Ziel der neuen Regionalstadtbahn: Der Bahnhof Coimbra-B, faktischer Hauptbahnhof Coimbras

Bei den portugiesischen Parlamentswahlen am 20. Februar 2005 löste José Sócrates von der sozialistischen Partei die Vorgängerregierung mit einer absoluten Mehrheit ab. Die neue Regierung beschloss die Auflösung und vorzeitige Beendigung des Wettbewerbes zum 2. Juni 2006, der zuvor am letzten Werktag vor den Parlamentswahlen ausgeschrieben worden war. Dies war auch ohne das vorfristige Ende nicht rechtmäßig, da die beiden concelhos Lousã und Miranda do Corvo die nötigen Ausschreibungsverträge, die die Einhaltung der Wettbewerbsregeln vorsahen, aus Protest nicht unterzeichnet hatten. Daraufhin erfolgte eine komplette Neuorientierung des gesamten Projektes, dessen Ausarbeitung bis zum März 2006 dauerte. In dieser Zeit war die Zukunft der Metro Mondego ungewiss.
Am 7. März 2006 gab das Verkehrsministerium die Neuausrichtung der Metro Mondego bekannt. Eine wichtige Änderung war nun, dass das System nicht wie zuvor eine Straßenbahn darstellen sollte, sondern von nun an als eine Art Regionalstadtbahn unter dem Titel „tram-train“ nach deutsch-französischem Vorbild firmierte. Im Unterschied zum vorherigen Projektentwurf sollte die erste Linie nur ein Grundnetz für weitere Strecken sein, sodass nun der technische Vorteil einer Regionalstadtbahn genutzt werden soll, um weitere Verlängerung in die Region Coimbra zu ermöglichen. Das Verkehrsministerium schlug beispielsweise eine Erweiterung des zukünftigen Netzes nach Condeixa-a-Nova (Süden), Figueira da Foz (Westen) und Mealhada (Norden) vor. Das Ministerium erklärte ebenfalls, den Tunnel zum Krankenhaus durch eine oberirdische Strecke ersetzen zu wollen und die Stadtbahn bis nach Serpins fahren zu lassen. Außerdem solle die Spurweite im Zuge der mittel- bis langfristigen, landesweiten Umstellung von portugiesischer Breitspur (1668 Millimeter) auf europäische Normalspur (1435 Millimeter) geändert werden. Insgesamt war mit dem Wechsel des Systems an sich auch der Plan gefasst worden, eine höhere Streckengeschwindigkeit als bei üblichen Straßenbahnsystem zu erreichen.
Das Ministerium teilte den Bau der Stadtbahn in zwei Phasen. Zunächst soll die Modernisierung der Ramal da Lousã verwirklicht werden. Dies umfasst verschiedene Aspekte, darunter die Ausstattung mit neuen Signalanlagen, die Schließung einiger Bahnübergange, eine Spuränderung von 1668 Millimeter auf 1435 Millimeter, die Vereinheitlichung der Bahnsteigkanten sowie Verstärkungsmaßnahmen an Brücken und Tunneln. Außerdem sollen die Bahnhöfe Ceira, Lousã und Miranda do Corvo zukünftig als sogenannte interfaces dienen, das heißt, dass jeweils die Stationen der Orte durch ein Zusammenlegen von Bus- und Eisenbahnknoten ein optimales Umsteigen ermöglichen sollen. In den Umbauarbeiten inbegriffen sind außerdem die Erneuerung der Beleuchtung sowie der Signal- und Notfallanlagen der drei Stationen. Die Kosten allein dafür sollen sich beim Bahnhof Lousã auf 950.000 Euro belaufen, beim Bahnhof Miranda do Corvo auf 2,05 Millionen Euro, beim Bahnhof Ceira auf etwa zwei Millionen Euro, zusammen also etwa 5,5 Millionen Euro. In der ersten Phase ist außerdem die Änderung der Zugachsen des derzeit genutzten Fahrzeugmaterials von 1668 Millimeter auf 1435 Millimeter geplant. Die Gesamtkosten für die erste Phase, die zwischen 2007 und 2008 verwirklicht werden soll und teilweise eine Sperrung der Ramal da Lousã umfasst, kalkulierte das Verkehrsministerium auf 52 Millionen Euro.
Die zweite Phase beinhaltet den Gleisbau zwischen dem Bahnhof Coimbra-B, dem Universitätskrankenhaus und dem Bahnhof Coimbra-Parque sowie die urbane Umgestaltung in der Coimbraer Innenstadt, so beispielsweise den Einbau der jeweils 70 Meter langen Haltepunkte. Diese zweite Phase, die außerdem die Elektrifizierung der Ramal da Lousã einschließt, soll 246 Millionen Euro kosten und zwischen 2008 und 2011 verwirklicht werden. Die erste Züge der „Metro Mondego“ sollen ab 2011 fahren. Mit der Inbetriebnahme sollen zunächst zwei Linien der Metro Mondego verkehren; eine zwischen Coimbra-B und Serpins und eine Linie zwischen dem Krankenhaus und dem Largo de Arnado, wo sich die beiden Linien treffen.

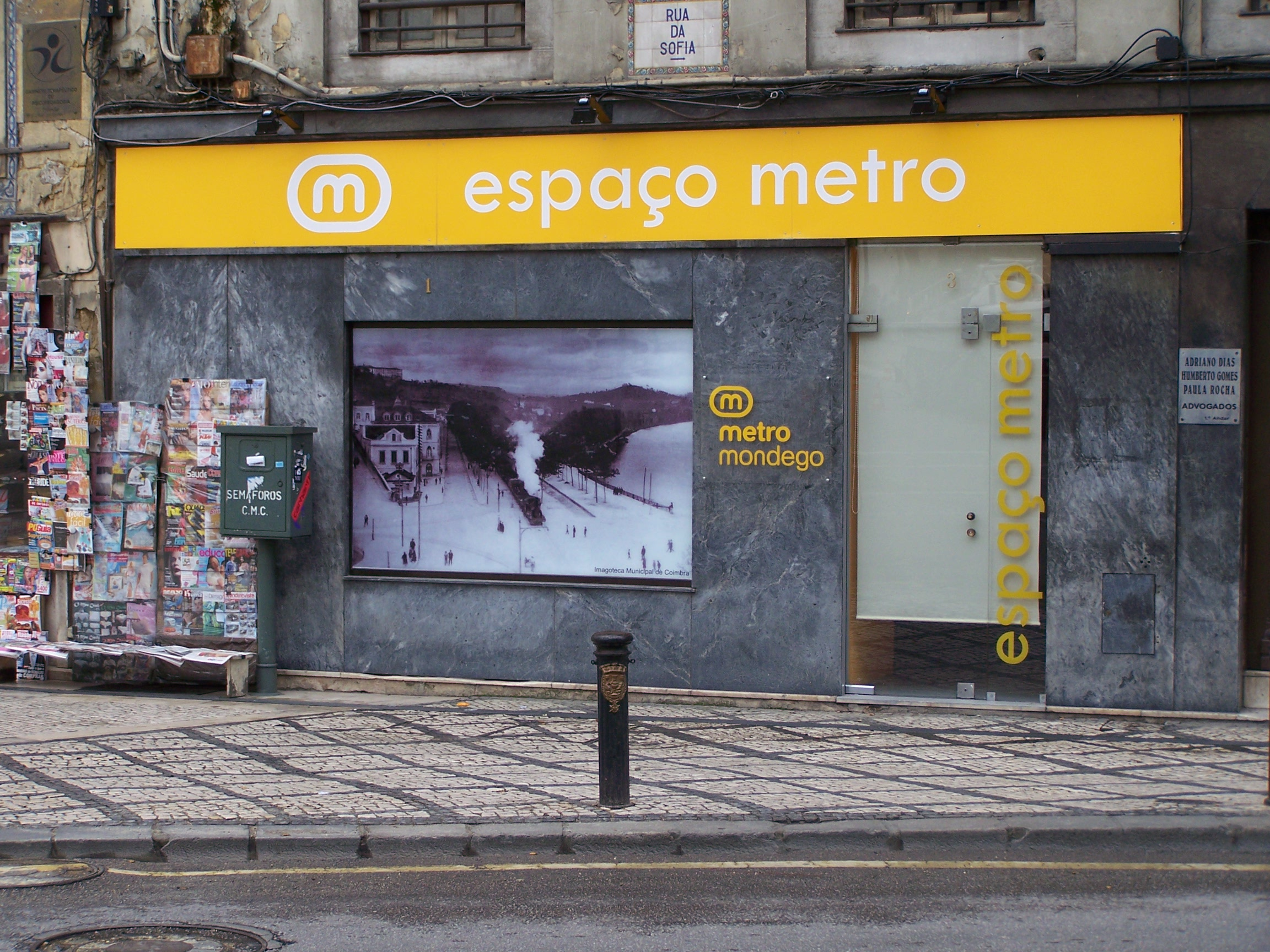
Um weitere Bevölkerungsschichten anzusprechen, eröffnete die Metro-Mondego-Gesellschaft einen Informationsbau mit dem Namen „Espaço Metro Mondego“

Die ersten Bauarbeiten begannen, trotz der zeitweise ungewissen Zukunft der Metro Mondego, bereits im Jahr 2005 mit dem Abriss einiger Häuser. Darauf unterbrach der Stadtrat die Abrissarbeiten, da sowohl die Zukunft des Projektes an sich als auch die legale Situation der Abrissarbeiten unklar war. Ende 2006, nach der Neulancierung des Projektes, ließ der Coimbraer Stadtrat die Arbeiten wieder aufnehmen, die Kosten beliefen sich allein im Jahr auf 1,467 Millionen Euro. Da die Metro Mondego-Gesellschaft die in der Folge ausgeführten Bauarbeiten nicht bei der Generalumweltinspektion des Umweltministeriums angemeldet hatte, was laut Stadtrat und der Projektgesellschaft auch nicht notwendig gewesen wäre, hatte das Umweltministerium die Metro Mondego-Gesellschaft zu einer Strafzahlung von 26.500 Euro verurteilt. Eine Entscheidung des Coimbraer Gerichtes reduzierte die Strafzahlung auf 10.500 Euro. Aufgrund dieser angeblichen Unregelmäßigkeiten forderte der Bloco de Esquerda einen parlamentarischen Untersuchungsausschuss zum Thema „Metro Mondego“.
Für die Bereitstellung von Informationen sowie als Ansprechpartner für die Coimbraer Bevölkerung und andere Interessierte richtete die Metro Mondego-Gesellschaft im März 2007 den „espaço Metro Mondego“, zu Deutsch etwa „Raum Metro Mondego“, in der Coimbraer Innenstadt ein. Seit der Eröffnung finden dort themenbezogene, temporäre Ausstellungen statt; die erste Ausstellung hatte das im Dezember 2006 gefeierte 100-jährige Jubiläum der Ramal da Lousã zum Thema.

### Einstellung der Planungen und Wiederaufnahme als Metrobus
Aufgrund der Entwicklung der Finanzkrise in Portugal ab 2010, welche eine Finanzierung des Projekts unmöglich machte, wurden 2011 sämtliche Bauarbeiten eingestellt und die Planungen eingestellt. 2021 wurde beschlossen, die Planungen unter der Bezeichnung Metrobus wieder aufzunehmen, wobei das Konzept in ein Bus-Rapid-Transit-System umgewandelt wird. Als Fahrzeuge sind 35 batterieelektrisch angetriebene Busse mit einer Länge von 18 Metern vorgesehen, die über eine Kapazität von 135 Passagieren bei 50 Sitzplätzen verfügen sollen und durch eine optische Spurführung geführt werden sollen. Die Baukosten sind mit 129 Mio. € veranschlagt, wovon 60 Mio. € über den Kohäisonsfond der Europäischen Union finanziert werden. Nach der Eröffnung, die ursprünglich für Anfang 2024 vorgesehen war, werden 13 Mio. Fahrgäste pro Jahr erwartet. Aufgrund von Verzögerungen bei der Lieferung der Busse, die vom chinesischen Hersteller Zhongtong gebaut werden, wurde die Eröffnung ins Jahr 2025 verschoben.

## Zukünftiges Fahrzeugmaterial

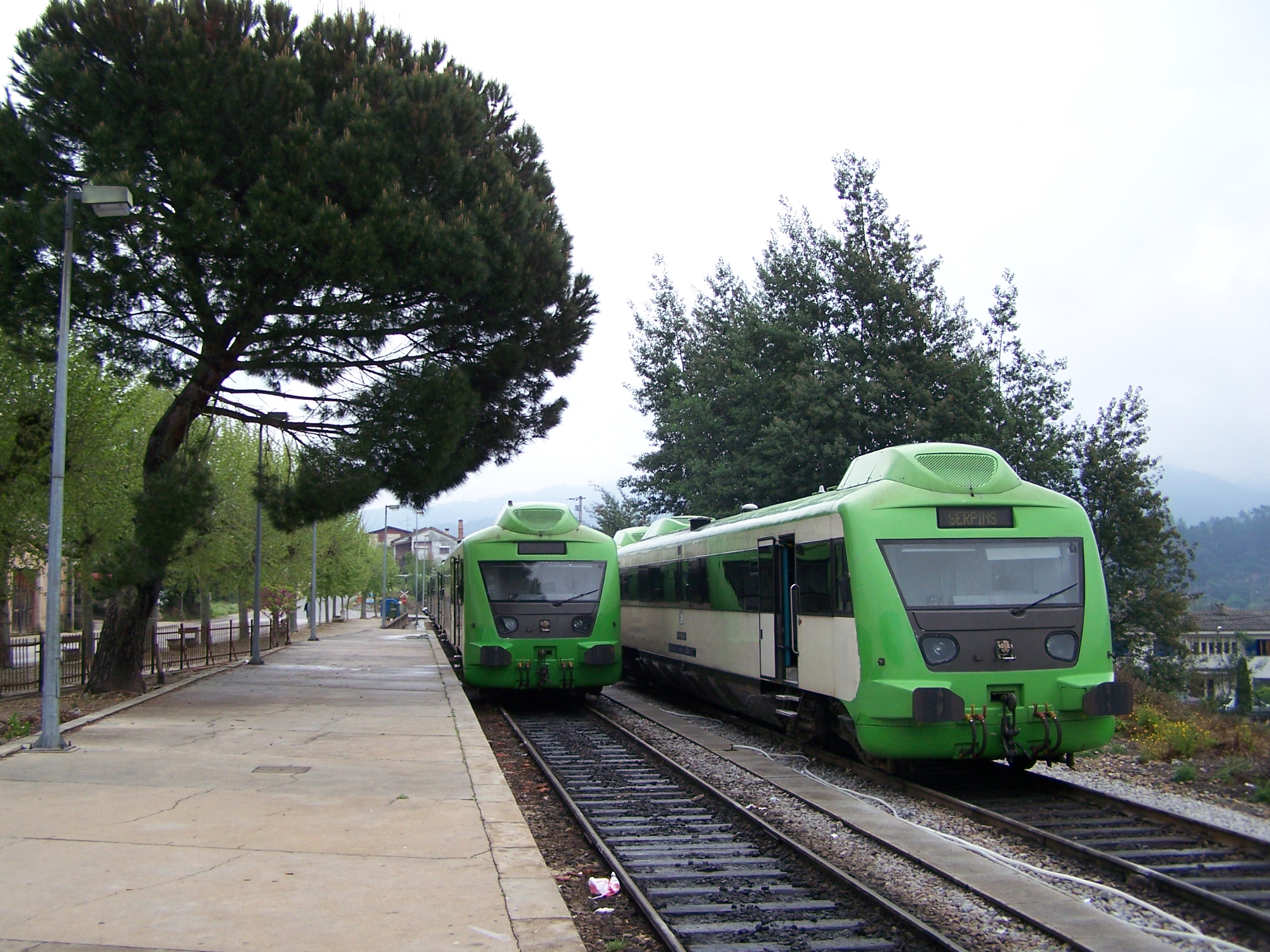
Bisher benutzt die CP den Großteil des Gleisbereiches am Bahnhof Serpins für das Abstellen der benötigten Züge

Über das zukünftige Fahrzeugmaterial der Metro Mondego selbst ist wenig bekannt, lediglich die Grunddaten wurden durch Presseartikel und Informationen der Metro Mondego, SA veröffentlicht. Die Fahrzeuge, die während der Planungen als schienengebundenes Verkehrsmittel vorgesehen waren, sollten demnach 2,65 Meter breit und maximal 45 Meter lang sein und etwa 80 Sitzplätze haben. Die Höchstgeschwindigkeit sollte mit 105 Kilometern pro Stunde deutlich über den 80 Kilometern pro Stunde der Eurotram der Metro do Porto liegen. Die Züge sollten zudem die europäische Normalspur befahren können und, laut Zeitungsberichten, so weit wie möglich Rollstuhlfahrern das Mitfahren ermöglichen. Damit ist eine vollständige Realisierung in Niederflurtechnik wahrscheinlich gewesen. Zwei Fahrzeugbaureihen, die diesen Anforderungen weitestgehend entsprechen, sind derzeit unter anderem der Avanto, hergestellt von Siemens Transportation Systems, sowie der Flexity Outlook von Bombardier Transportation.
Nicht bekannt ist derzeit, wo die Metro Mondego ihre Betriebswerkstatt für die zukünftigen Fahrzeuge haben wird. Bisher wurden einzelne Fahrzeuge am Bahnhof Coimbra-B in einer Halle untergebracht. Am Endbahnhof Serpins wird der Großteil des Gleisbereiches zur Abstellung von Fahrzeugen genutzt, dort befinden sich auch die benötigten Dieselzapfsäulen für die Fahrzeuge der Ramal da Lousã. Während des ersten Wettbewerbes war geplant, eine Werkstatt in der Nähe des Staatsforstes Choupal, nahe am Coimbraer Mondegoufer, zu bauen. Nach der Neulancierung beschloss die Regierung jedoch, diese Planungen nicht weiterzuverfolgen. Da es im innerstädtischen Coimbra kaum Platz für eine Werkstatt gibt beziehungsweise geben wird, liegt die Vermutung nahe, dass die Züge im Raum Serpins gewartet und abgestellt werden.

## Ausbauplanungen
Seit der Neulancierung und der damit verbundenen Neuausrichtung der Metro Mondego vom reinen Stadt- zum Regionalverkehrsmittel gab es seitens des portugiesischen Verkehrsministeriums mehrere Vorschläge zum weiteren Ausbau. Ein Vorschlag war die Verlängerung der Metro Mondego von Coimbra zur westlich gelegenen Hafenstadt Figueira da Foz. Es war allerdings unklar, ob dabei die bestehende elektrifizierte Verbindung Ramal de Alfarelos über Alfarelos, Montemor-o-Velho und Verride genutzt wird, die bereits heute von 17 Zugpaaren auf der Linie Figueira da Foz–Coimbra befahren wird, oder doch die Ramal da Figueira da Foz über Pampilhosa, Cantanhede und Alhadas, auf der täglich drei Zugpaare fahren. Das Ministerium gab dazu keine näheren Informationen und die vorhandenen Zeitungsartikel widersprechen sich in dem Punkt. Der Bürgermeister von Figueira da Foz begrüßte grundsätzlich den Vorschlag.

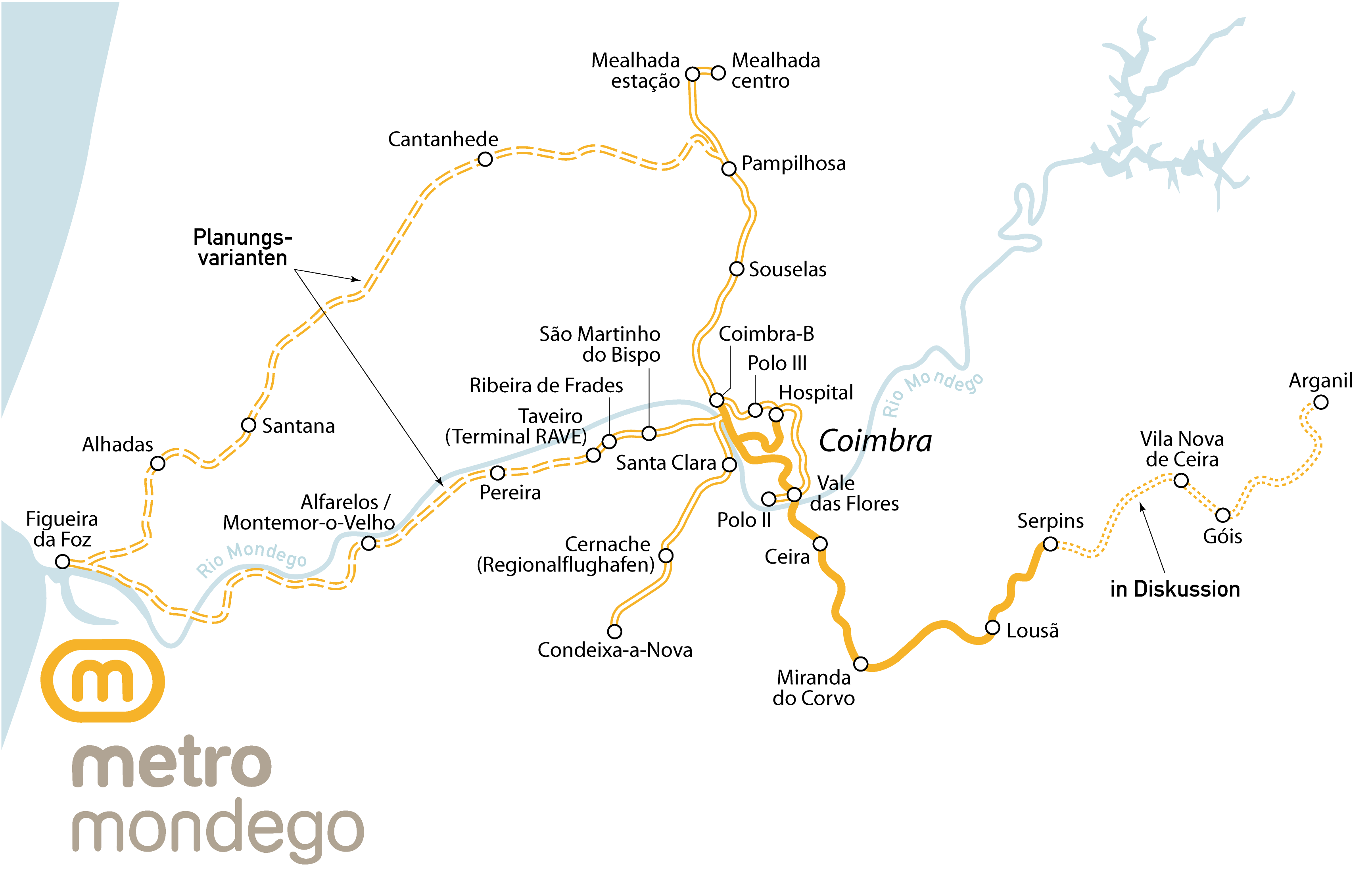
Übersicht der geplanten, möglichen Streckenverlängerungen der Metro Mondego

Eine weitere Verlängerungsmöglichkeit bestand in die Gemeinde Mealhada im Norden Coimbras, wobei diese aber bereits heute stündlich von der CP auf der Strecke Aveiro–Coimbra (Linha do Norte) mit Coimbra verbunden ist. Auch hier wäre die Metro Mondego teilweise auf den Gleisen der CP bis Mealhada gefahren. Möglich war auch eine Verlängerung bis direkt ins Zentrum der Gemeinde. Der Bürgermeister Mealhadas sah jedoch derzeit keinen Bedarf für eine solche Verbindung und forderte stattdessen einen Ausbau der Nationalstraße IC2. Im Süden könnte die Metro Mondego bis nach Condeixa-a-Nova fahren. Diese Stadt besitzt bis heute keinen Schienenverkehrsanschluss und ist nur mit Regionalbuslinien an die Distrikthauptstadt Coimbra angebunden. In der Nähe Condeixas, bei der Ortschaft Cernache, befindet sich der Regionalflughafen Coimbras, der aber nur von untergeordneter Bedeutung im portugiesischen Luftverkehr ist.
Mittel- bis langfristig gesehen ergaben diese drei Verlängerungsvorschläge des portugiesischen Verkehrsministeriums ein Achsenkreuz, das durch die Ost-West-Strecke Figueira da Foz–Bahnhof Coimbra-B–Lousã–Serpins sowie durch die Nord-Süd-Strecke Mealhada–Bahnhof Coimbra-B–Condeixa gebildet wird. Zudem schlägt das Ministerium eine Verlängerung zum zukünftigen Bahnhof der Hochgeschwindigkeitszüge der CP auf der Strecke Porto – Lissabon vor, der sich in der Gemeinde Taveiro befinden soll. Aufgrund einer forcierten schnellen Verbindung beider Städte und einer möglichst niveaufreien, Strecke ohne Langsamfahrstellen sieht das Ministerium im Projekt „Rede da Alta Velocidade“ (Rave), zu Deutsch „Hochgeschwindigkeitsnetz“, keine Möglichkeit, die konventionellen Zugläufe und die neuen Hochgeschwindigkeitszüge an einem Bahnhof, beispielsweise Coimbra-B, zu konzentrieren.

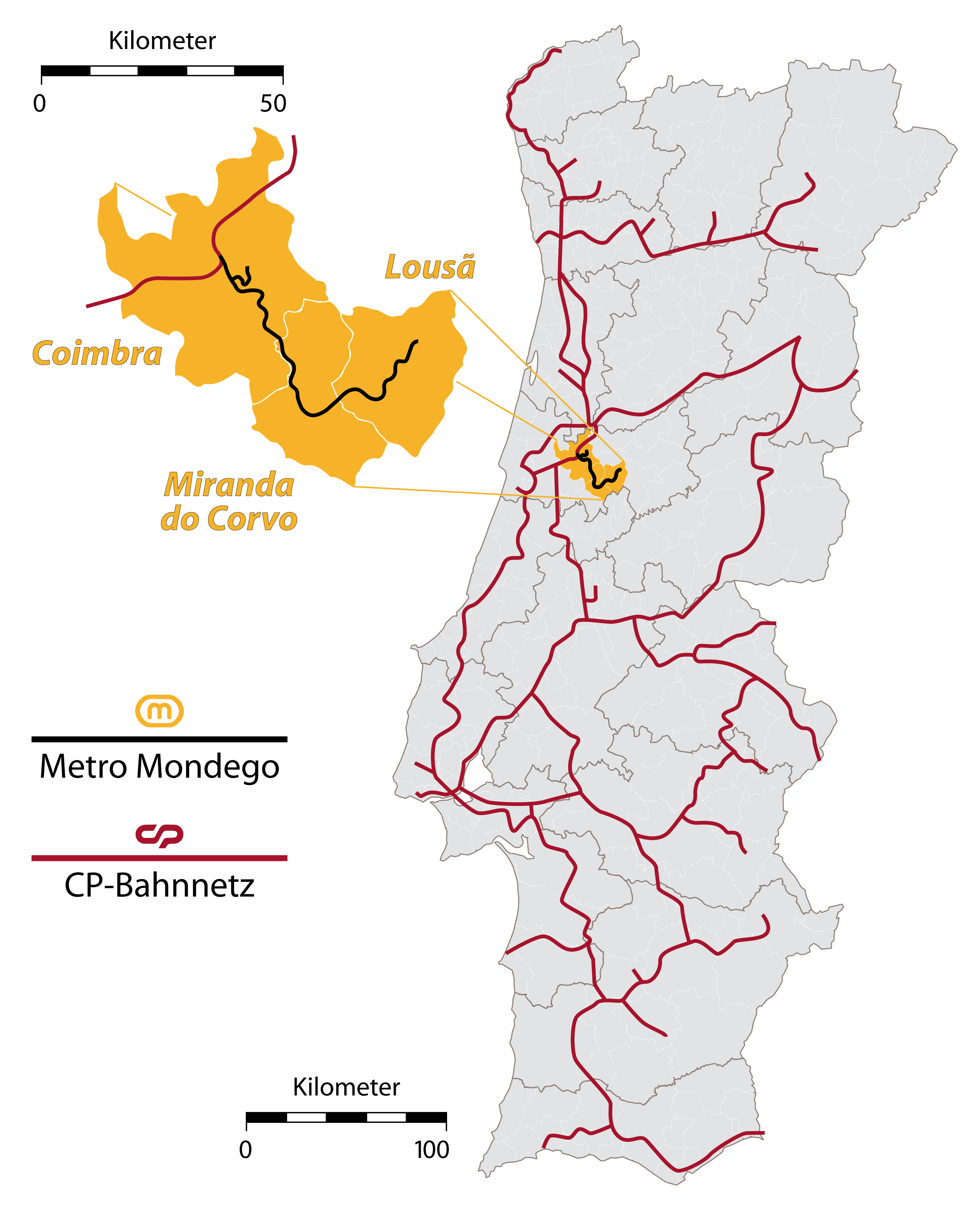
Lage der Metro Mondego im Schienennetz der CP

Alle Verlängerungen, insbesondere die ersten drei, hätten technische Schwierigkeiten mit sich gebracht. Die geplante Ausführung des Stadtbahnnetzes in europäischer Normalspur von 1435 Millimetern könnte zu Schwierigkeiten bei einer Ausweitung des Betriebes auf andere nationale Eisenbahnstrecken führen, da diese nahezu vollständig auf Gleisen portugiesischer Breitspur (1668 Millimeter) oder Schmalspur (1000 Millimeter) basieren. Eine mögliche Lösung war der Bau neuer Normalspurgleise neben die vorhandenen Gleise, was allerdings teuer wäre und nicht überall topografisch möglich ist. Alternativ kam die komplette Umstellung der betreffenden Linie auf Normalspur in Frage, eine ebenfalls teure Variante, die zudem den Betrieb für breitspurige Fahrzeuge ausschließt. Die dritte Möglichkeit wäre der Einbau eines Dreischienengleises, was als kostengünstigste Variante galt. Eine weitere Schwierigkeit ergab sich aus der geplanten niederflurigen Ausführung des Stadtbahnnetzes. Sollte der Betrieb auf andere Strecken ausgeweitet und gleichzeitig der Betrieb der normalen Zugläufe der CP aufrechterhalten werden, hätten sich Probleme aus den unterschiedlichen Bahnsteighöhen ergeben. Eine Lösung wären Bahnsteige gewesen, die teilweise niederflurig entsprechend der Stadtbahn-Einstiegshöhe, als auch hochflurig entsprechend den Einstiegen der vorhandenen Fahrzeuge der CP sind.
Eine weitere vorgeschlagene Verlängerung ist ein langgehegter Wunsch des concelho Arganil. Bereits beim Bau der Ramal da Lousã zum Beginn des 20. Jahrhunderts war ursprünglich der Bau der Strecke bis dorthin geplant. Bis 1930 erreichte die Nebenstrecke jedoch nur den Bahnhof Serpins, die finanziellen Schwierigkeiten Anfang der 1930er Jahre verhinderten eine Verlängerung bis Arganil. Auch heute betrachtet sich die Gemeinde mit den vorhandenen Regionalbuslinien als schlecht angebunden und fordert deshalb den Ausbau der zukünftigen Stadtbahnstrecke über Góis nach Arganil.
Um weitere Erweiterungsmöglichkeiten des zukünftigen, urban-regionalen Netzes der Metro Mondego zu erkunden, hat das portugiesische Verkehrsministerium das Technische Institut in Lissabon (Instituto Superior Técnico), Teil der Universität Lissabon, mit einer diesbezüglichen Studie beauftragt.